# Rerrich Béla (vívó)
Rerrich Béla (Budapest, 1917. november 26. – Saltsjöbaden, 2005. június 24.) olimpiai ezüstérmes magyar párbajtőrvívó, edző, Rerrich Béla műépítész fia.

## Sportpályafutása

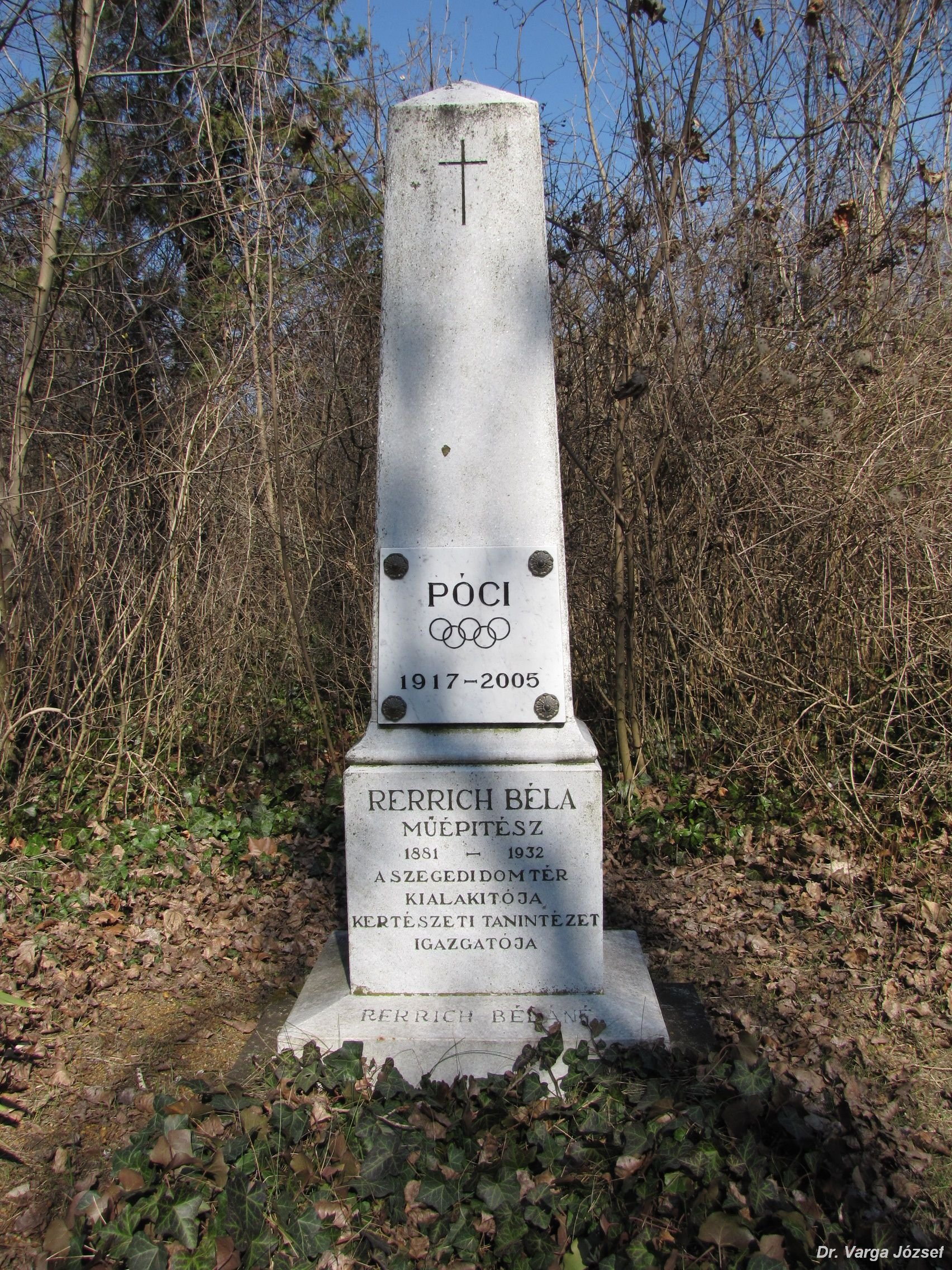
Idősebb Rerrich Béla és fia, ifjabb Rerrich Béla sírja Budapesten. Kerepesi temető 46-1-97.

1957-től Svédországban élt. Edzőként a svéd párbajtőriskola egyik létrehozója volt.

## Művei
- Tőr- és párbajtőrvívás; összeáll. Bay Béla, Rerrich Béla, Tilli Endre; Sport, Bp., 1953
- Rerrich Béla–Tilli Endre: A kardvívás; Sport, Bp., 1954
- Rerrich Béla–Tilli Endre: A magyar vívás kézikönyve; Sport, Bp., 1954